# World RX de Canadá 2019
El World RX de Canadá 2019, oficialmente Grand Prix de Trois-Rivières - World RX of Canadá fue la séptima prueba de la Temporada 2019 del Campeonato Mundial de Rallycross. Se celebró del 3 al 4 de agosto de 2019 en el Circuito de Trois-Rivières en Trois-Rivières, Quebec, Canadá.
La prueba fue ganada por Andreas Bakkerud quien consiguió su primera victoria de la temporada a bordo de su Audi S1, Jānis Baumanis término en segundo lugar en su Ford Fiesta y Timur Timerzyanov finalizó tercero con su Hyundai i20.

## Series
| Pos.            | No. | Piloto              | Equipo                          | Auto                | Q1  | Q2  | Q3  | Q4  | Pts |
| --------------- | --- | ------------------- | ------------------------------- | ------------------- | --- | --- | --- | --- | --- |
| 1               | 68  | Niclas Grönholm     | GRX Taneco Team                 | Hyundai i20         | 6º  | 1º  | 2º  | 1º  | 16  |
| 2               | 13  | Andreas Bakkerud    | Monster Energy RX Cartel        | Audi S1             | 1º  | 8º  | 3º  | 11º | 15  |
| 3               | 7   | Timur Timerzyanov   | GRX Taneco Team                 | Hyundai i20         | 3º  | 9º  | 1º  | 13º | 14  |
| 4               | 36  | Guerlain Chicherit  | GC Kompetition                  | Renault Mégane R.S. | 7º  | 2º  | DNF | 3º  | 13  |
| 5               | 6   | Jānis Baumanis      | Team STARD                      | Ford Fiesta         | 9º  | 5º  | 13º | 2º  | 12  |
| 6               | 33  | Lian Doran          | Monster Energy RX Cartel        | Audi S1             | 2º  | 15º | 5º  | 12º | 11  |
| 7               | 14  | Rokas Baciuška      | GCK Academy                     | Renault Mégane R.S. | 15º | 3º  | 11º | 4º  | 10  |
| 8               | 92  | Anton Marklund      | GC Kompetition                  | Renault Mégane R.S. | 4º  | 6º  | 8º  | 14º | 9   |
| 9               | 71  | Kevin Hansen        | Team Hansen MJP                 | Peugeot 208         | 10º | 11º | 7º  | 5º  | 8   |
| 10              | 44  | Timo Scheider       | All-Inkl.com Münnich Motorsport | SEAT Ibiza          | 8º  | 4º  | 14º | 8º  | 7   |
| 11              | 113 | Cyril Raymond       | GCK Academy                     | Renault Clio R.S.   | 11º | 13º | 6º  | 6º  | 6   |
| 12              | 123 | Krisztián Szabó     | EKS Sport                       | Audi S1             | 12º | 7º  | 10º | 7º  | 5   |
| 13              | 21  | Timmy Hansen        | Team Hansen MJP                 | Peugeot 208         | 5º  | 14º | 4º  | 15º | 4   |
| 14              | 96  | Guillaume De Ridder | GCK Academy                     | Renault Clio R.S.   | 14º | 12º | 12º | 10º | 3   |
| 15              | 42  | Oliver Bennett      | Oliver Bennett                  | Mini Cooper         | 16º | 10º | 9º  | DNF | 2   |
| 16              | 3   | Jani Paasonen       | Team STARD                      | Ford Fiesta         | 13º | DNF | DNF | 9º  | 1   |
| Reporte Oficial |     |                     |                                 |                     |     |     |     |     |     |

## Semifinales
Semifinal 1
| Pos.            | No. | Piloto            | Equipo          | Tiempo     | Pts |
| --------------- | --- | ----------------- | --------------- | ---------- | --- |
| 1               | 7   | Timur Timerzyanov | GRX Taneco Team | 5:04.386   | 6   |
| 2               | 6   | Jānis Baumanis    | Team STARD      | +2.295     | 5   |
| 3               | 71  | Kevin Hansen      | Team Hansen MJP | +3.071     | 4   |
| 4               | 68  | Niclas Grönholm   | GRX Taneco Team | +3.757     | 3   |
| 5               | 14  | Rokas Baciuška    | GCK Academy     | +2 Vueltas | 2   |
| 6               | 113 | Cyril Raymond     | GCK Academy     | +2 Vueltas | 1   |
| Reporte Oficial |     |                   |                 |            |     |

Semifinal 2
| Pos.            | No. | Piloto             | Equipo                          | Tiempo    | Pts |
| --------------- | --- | ------------------ | ------------------------------- | --------- | --- |
| 1               | 13  | Andreas Bakkerud   | Monster Energy RX Cartel        | 05:02.614 | 6   |
| 2               | 36  | Guerlain Chicherit | GC Kompetition                  | +3.017    | 5   |
| 3               | 92  | Anton Marklund     | GC Kompetition                  | +3.720    | 4   |
| 4               | 33  | Lian Doran         | Monster Energy RX Cartel        | +5.887    | 3   |
| 5               | 123 | Krisztián Szabó    | EKS Sport                       | +6.754    | 2   |
| 6               | 44  | Timo Scheider      | All-Inkl.com Münnich Motorsport | +9.951    | 1   |
| Reporte Oficial |     |                    |                                 |           |     |

## Final
| Pos.            | No. | Piloto             | Equipo                   | Tiempo        | Pts |
| --------------- | --- | ------------------ | ------------------------ | ------------- | --- |
| 1               | 13  | Andreas Bakkerud   | Monster Energy RX Cartel | 05:04.720     | 8   |
| 2               | 6   | Jānis Baumanis     | Team STARD               | +1.220        | 5   |
| 3               | 7   | Timur Timerzyanov  | GRX Taneco Team          | +1.695        | 4   |
| 4               | 36  | Guerlain Chicherit | GC Kompetition           | +14.954       | 3   |
| 5               | 92  | Anton Marklund     | GC Kompetition           | +4 Vueltas    | 2   |
| DSQ             | 71  | Kevin Hansen       | Team Hansen MJP          | Descalificado | 0   |
| Reporte Oficial |     |                    |                          |               |     |

## Campeonato tras la prueba
| Pos | Piloto           | Pts | Dif |
| --- | ---------------- | --- | --- |
| 1   | Kevin Hansen     | 143 |     |
| 2   | Andreas Bakkerud | 138 | +5  |
| 3   | Timmy Hansen     | 129 | +14 |
| 4   | Niclas Grönholm  | 115 | +28 |
| 5   | Jānis Baumanis   | 111 | +32 |

- Nota: Solamente se incluyen las cinco posiciones principales.